# Thievy Bifouma
Thievy Guivane Bifouma Koulossa, vagy röviden Thievy (Saint-Denis, 1992. május 13. –) kongói válogatott labdarúgó, jelenleg a török Osmanlıspor játékosa.